# Diocesi di Pocofelto
La diocesi di Pocofelto (in latino Dioecesis Pocofeltana) è una sede soppressa e sede titolare della Chiesa cattolica.

## Storia
Pocofelto è un'antica sede vescovile della provincia romana della Proconsolare. Unico vescovo noto di questa diocesi è Surgenzio, presente al concilio di Arles del 314; firmò gli atti di quell'assise come Surgentius episcopus de civitate Pocofeltis.
Dal 1989 Pocofelto è annoverata tra le sedi vescovili titolari della Chiesa cattolica; dal 18 novembre 2021 il vescovo titolare è Daniel Joseph Meagher, vescovo ausiliare di Sydney.

## Cronotassi

### Vescovi
- Surgenzio † (menzionato nel 314)

### Vescovi titolari
- Charles James McDonnell † (15 marzo 1994 - 13 febbraio 2020 deceduto)
- Daniel Joseph Meagher, dal 18 novembre 2021